# Vòng loại Giải vô địch bóng đá thế giới
Vòng loại Giải vô địch bóng đá thế giới hay vòng loại World Cup, là quá trình mà một đội tuyển bóng đá đại diện cho một quốc gia phải trải qua để đạt đủ điều kiện tham dự vòng chung kết Giải vô địch bóng đá thế giới (FIFA World Cup). Đây là một giải đấu đường trường kéo dài trong ba năm giữa các đội tuyển bóng đá nam quốc gia, nhằm sàng lọc từ 211 đội xuống chỉ còn 32 đội đủ điều kiện tham dự vòng chung kết World Cup (sẽ được mở rộng lên 48 đội từ năm 2026 trở đi).
Các giải đấu vòng loại được tổ chức ở sáu khu vực lục địa của FIFA (Châu Phi, Châu Á, Bắc-Trung Mỹ và Caribbean, Nam Mỹ, Châu Đại Dương, Châu Âu) bởi các liên đoàn tương ứng của họ. Tại đây các đội tuyển trong mỗi châu lục sẽ thi đấu với nhau để tranh suất đại diện cho liên đoàn tham dự World Cup. Đối với mỗi châu lục, FIFA quyết định trước số lượng đội bóng được tham dự vòng chung kết, được phân bổ cho từng khu vực lục địa, dựa trên số lượng hoặc đẳng cấp tương đối của các đội trong mỗi liên đoàn.
Đội chủ nhà của World Cup sẽ tự động nhận được một suất tham dự. Không giống như nhiều môn thể thao khác, kết quả của các kỳ World Cup trước hoặc của giải vô địch lục địa không được tính đến. Cho đến năm 2002, nhà đương kim vô địch World Cup cũng nhận được một suất vào thẳng và được miễn thi đấu vòng loại, nhưng bắt đầu từ World Cup 2006, điều này không còn nữa.
Vòng loại hiện tại là Vòng loại Giải vô địch bóng đá thế giới 2026 bắt đầu từ năm 2023 và kết thúc năm 2026.

## Lịch sử
Trong nhiều năm, vòng loại Giải vô địch bóng đá thế giới đã phát triển, từ khi không có vòng loại vào năm 1930, khi giải đấu này có tính chất mời gọi và chỉ có 13 đội tham gia, cho đến quá trình kéo dài ba năm như hiện tại. Trận đấu vòng loại World Cup đầu tiên được diễn ra vào ngày 11 tháng 6 khi Thụy Điển đánh bại Estonia 6-2 tại Stockholm. Bàn thắng đầu tiên trong một trận đấu vòng loại World Cup được ghi vào phút thứ bảy của trận đấu: nó được ghi lại theo một số nguồn là bàn thắng của đội trưởng Thụy Điển Knut Kroon, hoặc theo các nguồn khác là bàn phản lưới nhà của thủ môn Evald Tipner bên phía Estonia.
Trong khi số lượng các đội tham dự vòng chung kết tăng đều đặn (ban đầu là 16 đội từ năm 1934 đến 1978, cho đến 24 đội từ năm 1982 đến 1994, và cuối cùng là 32 đội từ năm 1998 đến nay), định dạng vòng loại về cơ bản là giống nhau xuyên suốt lịch sử World Cup. Các đội đã được chia theo châu lục, và họ thi đấu tại một số địa điểm cố định, với một hoặc hai suất được trao cho những đội chiến thắng trong các trận play-off liên lục địa.

### Số đội vượt qua vòng loại theo từng lục địa
Bảng dưới đây liệt kê số lượng vị trí được FIFA phân bổ cho từng châu lục trong mỗi kỳ vòng loại. Nếu không có suất tham dự nào được phân bổ cho một châu lục, như trong trường hợp của Châu Đại Dương trước năm 1966 và Châu Phi trong các giải đấu từ 1938-1954 và 1966, thì điều này không phải do FIFA không cho phép các đội bóng từ các châu lục đó tham gia, mà do không có quốc gia nào từ các châu lục đó tham gia các giải nói trên.
Phần lớn các nước châu Phi nằm dưới sự thống trị của thực dân châu Âu trong phần lớn thế kỷ 20. Do đó, chỉ có ba quốc gia châu Phi tham dự vòng loại vào năm 1954: Ai Cập (từ năm 1923), Sudan (từ năm 1948) và Ethiopia (kể từ năm 1952). Ai Cập đã tham dự giải 1934, 1938 và 1954, nhưng không tham gia giải 1930 hay 1950, trong khi Sudan và Ethiopia không tham dự cho đến năm 1958. Mặc dù là một quốc gia châu Phi, Ai Cập đã tham gia vào năm 1938 và 1954 trong nhóm các quốc gia châu Âu, và do đó bảng dưới đây không đưa ra dữ liệu nào về châu Phi cho hai giải các năm này.
Các vị trí trong vòng play-off liên lục địa được tính là 0,5 điểm và các số in đậm thể hiện người chiến thắng trong trận play-off liên lục địa. "+ C" biểu thị một vị trí bổ sung cho đương kim vô địch (1938-2002) và "+ H" biểu thị một vị trí bổ sung cho các quốc gia chủ nhà (từ năm 1938). 
| Khu vực Lục địa                     | 1934 (16)      | 1938 (15)1     | 1950 (13)2     | 1954 (16)      | 1958 (16)      | 1962 (16)      | 1966 (16)      | 1970 (16)      | 1974 (16)      | 1978 (16)      | 1982 (24)      | 1986 (24)      | 1990 (24)      | 1994 (24)      | 1998 (32)      | 2002 (32)      | 2006 (32)7     | 2010 (32)      | 2014 (32)      | 2018 (32)      | 2022 (32)      | 2026 (48) |
| ----------------------------------- | -------------- | -------------- | -------------- | -------------- | -------------- | -------------- | -------------- | -------------- | -------------- | -------------- | -------------- | -------------- | -------------- | -------------- | -------------- | -------------- | -------------- | -------------- | -------------- | -------------- | -------------- | --------- |
| Châu Âu                             | 12             | 111 +C+H       | 72 +C          | 11 +H          | 9.53 +C+H      | 8+4 2×0.5      | 9 +H           | 8 +C           | 8.5 +H         | 8.5 +C         | 13 +H          | 12.5 +C        | 13 +H          | 12 +C          | 14 +H          | 13.5 +C        | 13 +H          | 13             | 13             | 13 +H          | 13             | 16        |
| Châu Phi                            | 1              | 111 +C+H       | 0              | 11 +H          | 0.53           | 0.54           | 05             | 1              | 1              | 1              | 2              | 2              | 2              | 3              | 5              | 5              | 5              | 5 +H           | 5              | 5              | 5              | 9         |
| Châu Á                              | 1              | 1              | 12             | 1              | 0.53           | 0.54           | 15             | 1              | 1              | 1              | 2              | 2              | 2              | 2              | 3.5            | 2.5 +2H        | 4.5            | 4.5            | 4.5            | 4.5            | 4.5 +H         | 8         |
| Châu Đại Dương                      | Không tham dự  | Không tham dự  | Không tham dự  | Không tham dự  | Không tham dự  | Không tham dự  | Không tham dự  | 1              | 1              | 1              | 2              | 0.5            | 0.5            | 0.256          | 0.5            | 0.5            | 0.5            | 0.5            | 0.5            | 0.5            | 0.5            | 1         |
| Bắc Mỹ, Trung Mỹ và quần đảo Caribe | 1              | 1              | 2              | 1              | 1              | 0.5            | 1              | 1 +H           | 1              | 1              | 2              | 1 +H           | 2              | 1.256 +H       | 3              | 3              | 3.5            | 3.5            | 3.5            | 3.5            | 3.5            | 3 +3H     |
| Nam Mỹ                              | 2              | 1              | 4 +H           | 1 +C           | 3              | 3.5 +C+H       | 3 +C           | 3              | 2.5 +C         | 2.5 +H         | 3 +C           | 4              | 2.5 +C         | 3.56           | 4 +C           | 4.5            | 4.5            | 4.5            | 4.5 +H         | 4.5            | 4.5            | 6         |
| Vòng playoff                        | Chưa xuất hiện | Chưa xuất hiện | Chưa xuất hiện | Chưa xuất hiện | Chưa xuất hiện | Chưa xuất hiện | Chưa xuất hiện | Chưa xuất hiện | Chưa xuất hiện | Chưa xuất hiện | Chưa xuất hiện | Chưa xuất hiện | Chưa xuất hiện | Chưa xuất hiện | Chưa xuất hiện | Chưa xuất hiện | Chưa xuất hiện | Chưa xuất hiện | Chưa xuất hiện | Chưa xuất hiện | Chưa xuất hiện | 2         |
| Tổng cộng                           | 16             | 16             | 16             | 16             | 16             | 16             | 16             | 16             | 16             | 16             | 24             | 24             | 24             | 24             | 32             | 32             | 32             | 32             | 32             | 32             | 32             | 48        |

## Thể thức hiện tại
Hiện tại, FIFA phân bổ 32 suất tham dự vòng chung kết cho đến hết giải năm 2022. Một trong số đó được dành cho quốc gia chủ nhà, nhưng nếu hai hoặc nhiều quốc gia đồng đăng cai giải đấu, mỗi quốc gia đăng cai sẽ được trao một suất.
Từ năm 1934 đến năm 2002, một suất tham dự được trao cho đội vô địch World Cup trước đó, nhưng vào tháng 11 năm 2001, FIFA thông báo rằng nhà đương kim vô địch sẽ không còn được vào thẳng các giải đấu tiếp theo, bắt đầu từ vòng chung kết năm 2006. Quyết định này được đưa ra nhằm giải quyết vấn đề các nhà đương kim vô địch gặp bất lợi về phong độ trước các đối thủ khác do đã không thi đấu một trận đấu chính thức nào trong hai năm trước đó.
Vấn đề đã được chứng minh tại World Cup 2002, khi đương kim vô địch là Pháp bị loại ngay từ vòng bảng, xếp cuối bảng mà không ghi được một bàn thắng nào. Nhà vô địch năm 2002 Brasil là đội đương kim vô địch đầu tiên phải thi đấu vòng loại, nơi họ vượt qua vòng loại giải năm 2006 với vị trí đầu bảng, sau đó tiến đến trận tứ kết khi tham dự vòng chung kết. Tuy nhiên, Ý, đương kim vô địch năm 2006, xếp cuối bảng khi tham dự vòng chung kết vào năm 2010, mặc dù đã chơi ở các trận đấu vòng loại. Năm 2014, nhà vô địch năm 2010 Tây Ban Nha chỉ cán đích thứ ba trong bảng của họ và không thể tiến vào vòng 16 đội, mặc dù đã đứng đầu bảng ở vòng loại trước đó. Nhà vô địch năm 2014 Đức cũng không thể vượt qua vòng bảng vào năm 2018, xếp cuối bảng, mặc dù đã thắng tất cả các trận đấu vòng loại. Họ là nhà vô địch World Cup thứ ba liên tiếp bị loại ngay từ vòng bảng tại giải đấu sau đó.
FIFA quyết định trước số suất tham dự được trao cho mỗi khu vực châu lục. Đối với World Cup 2022, những con số sau đã được sử dụng:
- UEFA (Châu Âu) - 13 suất
- CAF (Châu Phi) - 5 suất
- AFC (Châu Á) - 4 suất, cùng đội chủ nhà Qatar
- CONCACAF (Bắc Trung Mỹ và Caribe) - 3 suất
- COMMEBOL (Nam Mỹ) - 4 suất
- 2 suất dành cho đội chiến thắng các trận play-off liên lục địa giữa đội mạnh nhất OFC (Châu Đại Dương), cũng như các đội khác từ AFC, CONMEBOL và CONCACAF. Các cặp đấu cho các trận play-off này sẽ được xác định bằng hình thức bốc thăm.

Số lượng suất tham dự được phân bổ cho mỗi lục địa đang được tranh luận rộng rãi, với điểm tranh cãi chính là mức độ phân bổ bến cho các khu vực dựa trên dân số tuyệt đối so với tài năng. Một lục địa yếu hơn về mặt lịch sử, châu Phi đã kêu gọi nhiều địa điểm hơn, vì chúng chỉ được phân bổ năm so với của châu Âu là 13.
Vào đầu tháng 10 năm 2016, đã có thông báo rằng World Cup sẽ có 40 đội bắt đầu từ giải đấu năm 2026, khi đó Chủ tịch FIFA Gianni Infantino tuyên bố ủng hộ World Cup tăng lên 48 đội, chủ yếu là để giải quyết các mối quan tâm của châu Phi. Vào ngày 10 tháng 1 năm 2017, Hội đồng FIFA đã bỏ phiếu nhất trí mở rộng World Cup thành một giải đấu 48 đội sẽ mở màn với vòng bảng bao gồm 16 bảng, ba đội, với hai đội đi tiếp từ mỗi bảng vào một giải đấu loại trực tiếp bắt đầu bằng vòng 32 đội. Thể thức mới cho quá trình vòng loại vẫn chưa được xác nhận, ngoài một giải đấu play-off bao gồm một đội từ mỗi liên đoàn (ngoại trừ UEFA) và một đội bổ sung từ liên đoàn của nước chủ nhà cho hai suất World Cup cuối cùng.
Vòng loại ở tất cả các khu vực thường kết thúc vào khoảng cùng một thời điểm, vào tháng 9 đến tháng 11 của năm trước trận chung kết. Đối với năm 2022, do đây là lần đầu tiên giải đấu được tổ chức vào mùa đông và tác động của đại dịch COVID-19, vòng loại sẽ kết thúc vào tháng 6 năm 2022, năm tháng trước vòng chung kết tại Qatar.
Thể thức thi đấu của vòng loại World Cup khác nhau theo mỗi thời kỳ giữa liên đoàn các châu lục. Các hệ thống được sử dụng vào năm 2022 được trình bày dưới đây.

### Châu Phi
Quá trình vòng loại hiện tại của CAF bắt đầu được sử dụng cho vòng loại năm 2014, dù không được sử dụng cho năm 2018. Nó bắt đầu với một vòng sơ loại cho 28 đội yếu nhất liên đoàn tham gia, nhằm lấy 14 đội tham dự vòng hai.
Một vòng loại thứ hai bao gồm 10 bảng, mỗi bảng 4 đội, với 10 đội đứng đầu mỗi bảng tiến vào vòng 3. Ở vòng này, các đội được bốc thăm thành năm cặp đấu, nơi họ thi đấu hai lượt trận sân nhà và sân khách. Năm đội chiến thắng chung cuộc sẽ tham dự vòng chung kết World Cup.

### Châu Á
Vòng loại đã được thay đổi đáng kể so với phương thức năm 2014, với những thay đổi về cấu trúc của các vòng sơ loại - vốn được tổ chức trước lễ bốc thăm chính của AFC. Một vòng sơ loại theo thể thức sân nhà và sân khách cho 12 đội yếu nhất để chọn ra sáu đội tham dự vòng hai cùng với 34 đội còn lại. Vòng hai bao gồm tám bảng đấu với năm đội mỗi bảng thi đấu vòng tròn hai lượt để chọn ra tám đội đầu bảng và 4 đội hạng nhì có thành tích tốt nhất tiến vào vòng 3 (vòng cuối cùng). 
Ở vòng cuối cùng, 12 đội được chia thành hai bảng 6 đội, thi đấu vòng tròn hai lượt. Đội đầu bảng và nhì bảng của hai bảng đấu sẽ giành vé tham dự vòng chung kết World Cup; trong khi hai đội đứng thứ ba mỗi bảng sẽ thi đấu với nhau theo thể thức hai lượt để chọn đội duy nhất vào chơi trận play-off liên lục địa. Hai vòng đấu đầu tiên cũng đóng vai trò là vòng loại của Cúp bóng đá châu Á 2023. Có tổng cộng 24 đội bị loại khỏi vòng loại World Cup ở vòng hai sẽ thi đấu ở vòng 3 của vòng loại Asian Cup (tách biệt với vòng 3 của vòng loại FIFA World Cup).
Vòng loại cuối cùng của AFC được xem là cuộc chiến khốc liệt giữa những "tinh hoa" của bóng đá châu Á với tỉ lệ một chọi ba, vì những đội lọt vào vòng này thường là những đại gia của khu vực. Vòng loại khu vực châu Á thường ít có bất ngờ. Trong năm kỳ vòng loại World Cup gần nhất, không có nhiều sự biến động về thành phần các đội tuyển vượt qua vòng loại, khi các suất tham dự luôn thuộc về Nhật Bản, Hàn Quốc, Úc, Ả Rập Xê Út và Iran; hai trường hợp ngoại lệ duy nhất là Trung Quốc năm 2002 và CHDCND Triều Tiên năm 2010. 

### Châu Âu
Vòng loại khu vực châu Âu đã được thay đổi từ hệ thống năm 2010 sang năm 2018. Ở vòng 1, 55 đội tuyển quốc gia được chia thành 5 bảng có 6 đội và 5 bảng có 5 đội, với các đội đứng đầu trong 10 bảng này sẽ được tham dự vòng chung kết, trong khi 10 đội đứng nhì sẽ tham dự vòng hai (vòng play-off).
Sự ra đời của UEFA Nations League mới phần nào đã thay đổi thể thức vòng loại. Hai đội xếp thứ ba trong bảng đấu của họ ở vòng 1 nhưng có thứ hạng cao nhất theo bảng xếp hạng chung của Nations League cũng được tham dự vòng 2 cùng 10 đội nhì bảng. Các đội được bốc thăm chia thành ba nhánh, mỗi nhánh 4 đội, thi đấu hai lượt trận đấu đơn ở mỗi nhánh (bán kết và chung kết, với các đội chủ nhà được bốc thăm), cho ba suất tham dự vòng chung kết còn lại.

### Bắc Trung Mỹ và Caribe
Quy trình vòng loại của CONCACAF năm 2022 đã thay đổi đáng kể so với năm 2018. Có hai vòng sơ bộ riêng biệt, một vòng gồm năm đội có thứ hạng cao nhất và một vòng dành cho 29 đội có thứ hạng thấp nhất, dựa trên bảng xếp hạng FIFA tháng 7 năm 2020. Vòng đầu tiên sẽ có 29 đội còn lại được chia thành sáu bảng năm đội. Đội đứng đầu của mỗi bảng sẽ vào vòng loại trực tiếp theo thể thức hai lượt trận sân nhà - sân khách. Ba đội chiến thắng ở giai đoạn loại trực tiếp sẽ tiến vào vòng thứ ba, nơi có tám đội tham gia, để chơi các trận đấu vòng tròn hai lượt tính điểm trên sân nhà và sân khách. Ba đội đứng đầu sẽ giành vé dự vòng chung kết World Cup, trong khi đội xếp thứ tư sẽ tham dự vòng play-off liên lục địa.

### Nam Mỹ
Như trong các kỳ vòng loại World Cup trước, vòng loại CONMEBOL bao gồm một bảng đấu duy nhất dành cho tất cả các đội trong liên đoàn tham gia. Không giống như các giải đấu vòng loại nơi các lịch thi đấu được xác định trước như được áp dụng cho đến vòng loại World Cup 2014, các trận đấu ở vòng loại năm 2022 được xác định bằng một lễ bốc thăm được tổ chức vào ngày 17 tháng 12 năm 2019. 
10 đội thuộc liên đoàn sẽ thi đấu với nhau theo thể thức vòng tròn hai lượt trên sân nhà và sân khách. Bốn đội đứng đầu sẽ tham dự vòng chung kết World Cup, trong khi đội xếp thứ năm bước vào trận play-off liên lục địa.

### Châu Đại Dương
Giai đoạn đầu tiên sẽ diễn ra với hai bảng, một bảng có năm đội và bảng còn lại có sáu đội. Hai đội đứng đầu mỗi bảng tiến tới giai đoạn thứ hai, nơi bốn đội thi đấu loại trực tiếp, được thi đấu theo thể thức hai lượt trên sân nhà và sân khách. Hai đội thắng trận bán kết bước vào trận chung kết hai lượt. Đội chiến thắng trong trận chung kết này tiến tới trận play-off liên lục địa.

### Play-off liên lục địa
Giống như năm 2018 trước đó, các cặp đấu cho hai trận play-off sẽ được xác định bằng một lễ bốc thăm vào một ngày không xác định. Các trận play-off liên lục địa được diễn ra theo thể thức sân nhà và sân khách. Đây là cuộc cạnh tranh giữa 1 đội châu Á, 1 đội Nam Mỹ, 1 đội Bắc Trung Mỹ và 1 đội châu Đại Dương, cho hai tấm vé vớt tham dự vòng chung kết.

## Luật tính điểm
Vòng loại World Cup ở các liên đoàn châu lục thường bao gồm một số giai đoạn thi đấu theo bảng hoặc đấu loại trực tiếp.

### Bảng
Đối với thể thức thi đấu theo bảng, ba điểm được trao cho một trận thắng, một điểm cho một trận hòa và không có điểm nào cho một trận thua. FIFA đã thiết lập cách sắp thứ tự cho các đội bằng điểm nhau:
- Hiệu số bàn thắng thua
- Số bàn thắng ghi được
- Trong trường hợp hai tiêu chí trên bằng nhau, các tiêu chí tie-breaker sau đây sẽ được sử dụng:

- Số điểm thu được nhiều hơn trong các trận đấu giữa các đội bằng điểm
- Hiệu số bàn thắng bại trong các trận đấu giữa các đội bằng điểm
- Số bàn thắng ghi được nhiều hơn trong các trận đấu giữa các đội bằng điểm
- Bàn thắng được ghi trên sân khách trong các trận đấu giữa hai đội bằng điểm, nếu hai đội có tỷ số hòa trong tất cả các trận đối đầu nhau

Trường hợp các đội vẫn ngang bằng nhau ở các tiêu chí trên, thì một trận play-off trên sân trung lập, với hiệp phụ và loạt sút luân lưu nếu cần thiết sẽ được diễn ra nếu FIFA cho rằng trận play-off như vậy có thể được tổ chức trong lịch thi đấu quốc tế phối hợp. Nếu điều này được coi là không khả thi, thì kết quả sẽ được xác định bằng chỉ số fair-play và sau đó là bốc thăm.
Lưu ý rằng không phải lúc nào ứng dụng tie-breaker cũng được áp dụng. Trong khi nó được sử dụng ở vòng loại năm 2010, vòng loại World Cup 2006 áp dụng chỉ số đối đầu trước khi tính đến hiệu số bàn thắng bại (mặc dù hệ thống này - nếu có - được sử dụng trong chính vòng chung kết năm 2006). Nếu những quy tắc này được áp dụng vào năm 2006, thì Nigeria sẽ giành vé dự World Cup chứ không phải là Angola.

### Loại trực tiếp
Hầu hết các cặp đấu loại trực tiếp (chẳng hạn như vòng play-off liên lục địa và nhiều trận sơ loại) đều được thi đấu theo thể thức hai lượt trên sân nhà và sân khách. Đội nào ghi được tổng số bàn thắng nhiều hơn sau hai lượt trận sẽ thắng chung cuộc. Luật bàn thắng trên sân khách được áp dụng nếu hai đội có số bàn thắng ghi được ngang nhau. Nếu những quy tắc này không phân định được đội thắng chung cuộc, hiệp phụ và loạt sút luân lưu sẽ được áp dụng.
Đôi khi - thường là khi một đội tham gia không có đủ cơ sở vật chất để tổ chức các trận đấu quốc tế, thì các trận đấu được diễn ra theo một lượt đi, trong trường hợp đó, các trận đấu chỉ diễn ra trong 90 phút theo dự kiến sẽ chuyển sang hiệp phụ và sau đó là đá luân lưu nếu cần.
Ngoài ra, các trận đấu "sân nhà" của một đội tuyển có thể được tổ chức ở các quốc gia trung lập, hoặc đôi khi một đội sẽ tổ chức cả hai lượt đấu trên sân của họ. Trong trường hợp thứ hai, đội khách sẽ vẫn được coi là đội "nhà" cho một trong hai lượt - điều này có thể quyết định đội nào thắng chung cuộc theo luật bàn thắng sân khách, như đã xảy ra ở vòng loại CONCACAF năm 2010.

## Statistics
- https://www.fifa.com/about-fifa/official-documents
- https://web.archive.org/web/20180511215531/http://resources.fifa.com/mm/document/fifafacts/mencompwc/02/22/75/07/kit1_finaldraw2018_teams_neutral.pdf

| #  | Year                              | Registered Teams | Participating Teams | Qualified Teams | Matches Played | Goals Scored | Goal Average |
| -- | --------------------------------- | ---------------- | ------------------- | --------------- | -------------- | ------------ | ------------ |
| 1  | 1930 FIFA World Cup qualification | -                | -                   | -               | -              | -            | -            |
| 2  | 1934 FIFA World Cup qualification | 32               | 27                  | 16              | 27             | 141          | 5.22         |
| 3  | 1938 FIFA World Cup qualification | 37               | 21                  | 15              | 22             | 96           | 4.36         |
| 4  | 1950 FIFA World Cup qualification | 34               | 19                  | 13              | 26             | 121          | 4.65         |
| 5  | 1954 FIFA World Cup qualification | 45               | 33                  | 16              | 57             | 208          | 3.65         |
| 6  | 1958 FIFA World Cup qualification | 55               | 46                  | 16              | 89             | 341          | 3.83         |
| 7  | 1962 FIFA World Cup qualification | 56               | 49                  | 16              | 92             | 325          | 3.53         |
| 8  | 1966 FIFA World Cup qualification | 74               | 51                  | 16              | 127            | 393          | 3.09         |
| 9  | 1970 FIFA World Cup qualification | 75               | 68                  | 16              | 172            | 542          | 3.15         |
| 10 | 1974 FIFA World Cup qualification | 99               | 90                  | 16              | 226            | 620          | 2.74         |
| 11 | 1978 FIFA World Cup qualification | 107              | 95                  | 16              | 252            | 723          | 2.87         |
| 12 | 1982 FIFA World Cup qualification | 109              | 103                 | 24              | 306            | 797          | 2.60         |
| 13 | 1986 FIFA World Cup qualification | 121              | 110                 | 24              | 308            | 801          | 2.60         |
| 14 | 1990 FIFA World Cup qualification | 116              | 103                 | 24              | 314            | 735          | 2.34         |
| 15 | 1994 FIFA World Cup qualification | 147              | 130                 | 24              | 497            | 1446         | 2.91         |
| 16 | 1998 FIFA World Cup qualification | 174              | 168                 | 32              | 643            | 1922         | 2.99         |
| 17 | 2002 FIFA World Cup qualification | 199              | 193                 | 32              | 777            | 2452         | 3.16         |
| 18 | 2006 FIFA World Cup qualification | 198              | 194                 | 32              | 847            | 2464         | 2.91         |
| 19 | 2010 FIFA World Cup qualification | 206              | 200                 | 32              | 853            | 2344         | 2.75         |
| 20 | 2014 FIFA World Cup qualification | 203              | 202                 | 32              | 820            | 2303         | 2.98         |
| 21 | 2018 FIFA World Cup qualification | 210              | 208                 | 32              | 871            | 2454         | 2.84         |
| 22 | 2022 FIFA World Cup qualification | 211              | 205                 | 32              | 865            | 2424         | 2.80         |
| 23 | 2026 FIFA World Cup qualification |                  |                     | 48              |                |              |              |

## Summary
Tính đến 1 Jan 2023
| Key |
| --- |
| Đội đã vượt qua vòng loại để tham gia giải đấu chính                                                           |
| Đội đủ vượt qua vòng loại chỉ bằng cách vượt qua (Cuba, and Indonesia as Dutch East Indies)                    |
| Đội đủ vượt qua vòng loại của giải đấu chính bằng cách đi tiếp nhưng không tham gia ở đó vì đã rút lui (India) |
| Đội đã tự động tham gia giải đấu chính với tư cách là chủ nhà (Qatar)                                          |
| Đội không tham dự giải đấu chính                                                                               |
| Đội không còn tồn tại tham gia giải đấu chính (East Germany)                                                   |
| Đội không còn tồn tại và không bao giờ tham gia giải đấu chính (Saar and South Yemen)                          |
| Đội không phải là thành viên của FIFA và không được tham gia giải đấu chính (Tuvalu)                           |

Các đội trong bold hiện đang tham gia hoặc chưa bắt đầu ở vòng loại 2026. Bảng được cập nhật các trận đấu diễn ra vào tháng 11 năm 2023.
| No. | Team                                                            | Qualifying attempts | Qualifying attempts | Appearances in the finals | Overall qualification record | Overall qualification record | Overall qualification record | Overall qualification record | Overall qualification record | Overall qualification record | Overall qualification record | Points | Points | Confederation |
| No. | Team                                                            | Total               | Successful          | Appearances in the finals | Pld                          | W                            | D                            | L                            | GF                           | GA                           | GD                           | Total  | Avg    | Confederation |
| --- | --------------------------------------------------------------- | ------------------- | ------------------- | ------------------------- | ---------------------------- | ---------------------------- | ---------------------------- | ---------------------------- | ---------------------------- | ---------------------------- | ---------------------------- | ------ | ------ | ------------- |
| 1   | México                                                          | 17                  | 14                  | 18                        | 189                          | 121                          | 41                           | 27                           | 453                          | 134                          | +319                         | 404    | 2.138  | CONCACAF      |
| 2   | Úc                                                              | 16                  | 6                   | 6                         | 163                          | 97                           | 40                           | 26                           | 415                          | 125                          | +290                         | 331    | 2.031  | AFC           |
| 3   | Hàn Quốc                                                        | 16                  | 10                  | 11                        | 153                          | 96                           | 39                           | 18                           | 307                          | 90                           | +217                         | 327    | 2.137  | AFC           |
| 4   | Costa Rica                                                      | 17                  | 6                   | 6                         | 187                          | 93                           | 47                           | 47                           | 309                          | 184                          | +125                         | 326    | 1.743  | CONCACAF      |
| 5   | Iran                                                            | 12                  | 6                   | 6                         | 148                          | 93                           | 36                           | 19                           | 322                          | 91                           | +231                         | 315    | 2.128  | AFC           |
| 6   | Argentina                                                       | 15                  | 13                  | 18                        | 159                          | 91                           | 42                           | 26                           | 270                          | 137                          | +133                         | 315    | 1.981  | CONMEBOL      |
| 7   | Hà Lan                                                          | 19                  | 11                  | 11                        | 135                          | 89                           | 26                           | 20                           | 329                          | 101                          | +228                         | 293    | 2.170  | UEFA          |
| 8   | Hoa Kỳ                                                          | 19                  | 9                   | 12                        | 168                          | 84                           | 40                           | 44                           | 287                          | 191                          | +96                          | 292    | 1.738  | CONCACAF      |
| 9   | Uruguay                                                         | 18                  | 11                  | 14                        | 178                          | 81                           | 47                           | 50                           | 253                          | 191                          | +62                          | 290    | 1.629  | CONMEBOL      |
| 10  | Tây Ban Nha                                                     | 19                  | 15                  | 16                        | 125                          | 87                           | 26                           | 12                           | 291                          | 81                           | +210                         | 287    | 2.296  | UEFA          |
| 11  | Brasil                                                          | 14                  | 13                  | 22                        | 133                          | 84                           | 34                           | 15                           | 288                          | 82                           | +206                         | 286    | 2.150  | CONMEBOL      |
| 12  | Bồ Đào Nha                                                      | 21                  | 8                   | 8                         | 149                          | 83                           | 35                           | 31                           | 284                          | 146                          | +138                         | 284    | 1.906  | UEFA          |
| 13  | Nhật Bản                                                        | 16                  | 6                   | 7                         | 140                          | 85                           | 27                           | 28                           | 315                          | 91                           | +224                         | 282    | 2.014  | AFC           |
| 14  | Ả Rập Xê Út                                                     | 13                  | 6                   | 6                         | 138                          | 83                           | 32                           | 23                           | 272                          | 103                          | +169                         | 281    | 2.036  | AFC           |
| 15  | Anh                                                             | 17                  | 14                  | 16                        | 122                          | 84                           | 27                           | 11                           | 314                          | 70                           | +244                         | 279    | 2.287  | UEFA          |
| 16  | Thụy Điển                                                       | 20                  | 11                  | 12                        | 141                          | 86                           | 21                           | 34                           | 280                          | 129                          | +151                         | 279    | 1.979  | UEFA          |
| 17  | Serbia · Serbia và Montenegro · FR Yugoslavia · Nam Tư          | 20                  | 12                  | 13                        | 136                          | 81                           | 33                           | 22                           | 287                          | 123                          | +164                         | 276    | 2.029  | UEFA          |
| 18  | Bỉ                                                              | 20                  | 13                  | 14                        | 141                          | 83                           | 27                           | 31                           | 302                          | 147                          | +155                         | 276    | 1.957  | UEFA          |
| 19  | Cộng hòa Séc · Representation of Czechs and Slovaks · Tiệp Khắc | 20                  | 9                   | 9                         | 147                          | 79                           | 31                           | 37                           | 280                          | 126                          | +154                         | 268    | 1.823  | UEFA          |
| 20  | Đức · Tây Đức · Đức                                             | 15                  | 15                  | 20                        | 104                          | 83                           | 18                           | 3                            | 328                          | 74                           | +254                         | 267    | 2.567  | UEFA          |
| 21  | Nga · Liên Xô                                                   | 16                  | 10                  | 11                        | 125                          | 80                           | 24                           | 21                           | 246                          | 81                           | +165                         | 264    | 2.112  | UEFA          |
| 22  | Ý                                                               | 17                  | 14                  | 18                        | 118                          | 78                           | 30                           | 10                           | 234                          | 72                           | +162                         | 264    | 2.237  | UEFA          |
| 23  | Slovakia · Representation of Czechs and Slovaks · Tiệp Khắc     | 20                  | 9                   | 9                         | 145                          | 75                           | 35                           | 35                           | 271                          | 137                          | +134                         | 260    | 1.793  | UEFA          |
| 24  | Colombia                                                        | 18                  | 6                   | 6                         | 176                          | 65                           | 57                           | 54                           | 206                          | 181                          | +25                          | 252    | 1.432  | CONMEBOL      |
| 25  | Honduras                                                        | 15                  | 3                   | 3                         | 164                          | 69                           | 44                           | 51                           | 262                          | 199                          | +63                          | 251    | 1.530  | CONCACAF      |
| 26  | Paraguay                                                        | 19                  | 6                   | 8                         | 178                          | 70                           | 39                           | 69                           | 214                          | 218                          | −4                           | 249    | 1.399  | CONMEBOL      |
| 27  | România                                                         | 18                  | 5                   | 7                         | 138                          | 72                           | 29                           | 37                           | 238                          | 142                          | +96                          | 245    | 1.775  | UEFA          |
| 28  | El Salvador                                                     | 14                  | 2                   | 2                         | 160                          | 70                           | 33                           | 57                           | 260                          | 187                          | +73                          | 243    | 1.519  | CONCACAF      |
| 29  | Trung Quốc                                                      | 13                  | 1                   | 1                         | 128                          | 74                           | 20                           | 34                           | 271                          | 100                          | +171                         | 242    | 1.891  | AFC           |
| 30  | Thụy Sĩ                                                         | 20                  | 11                  | 12                        | 140                          | 68                           | 37                           | 35                           | 220                          | 150                          | +70                          | 241    | 1.721  | UEFA          |
| 31  | Scotland                                                        | 19                  | 9                   | 8                         | 136                          | 69                           | 30                           | 37                           | 210                          | 146                          | +64                          | 237    | 1.743  | UEFA          |
| 32  | Pháp                                                            | 18                  | 12                  | 16                        | 119                          | 70                           | 26                           | 23                           | 234                          | 91                           | +143                         | 236    | 1.983  | UEFA          |
| 33  | Chile                                                           | 17                  | 6                   | 9                         | 170                          | 67                           | 35                           | 68                           | 239                          | 228                          | +11                          | 236    | 1.388  | CONMEBOL      |
| 34  | Đan Mạch                                                        | 16                  | 6                   | 6                         | 132                          | 67                           | 30                           | 35                           | 242                          | 144                          | +98                          | 231    | 1.750  | UEFA          |
| 35  | Ba Lan                                                          | 19                  | 9                   | 9                         | 128                          | 67                           | 23                           | 38                           | 260                          | 154                          | +106                         | 224    | 1.750  | UEFA          |
| 36  | Canada                                                          | 15                  | 2                   | 3                         | 137                          | 62                           | 38                           | 37                           | 215                          | 144                          | +71                          | 224    | 1.635  | CONCACAF      |
| 37  | Tunisia                                                         | 16                  | 6                   | 6                         | 114                          | 64                           | 30                           | 20                           | 197                          | 86                           | +111                         | 222    | 1.947  | CAF           |
| 38  | Áo                                                              | 19                  | 8                   | 7                         | 134                          | 64                           | 29                           | 41                           | 232                          | 155                          | +77                          | 221    | 1.649  | UEFA          |
| 39  | Nigeria                                                         | 16                  | 6                   | 6                         | 114                          | 62                           | 34                           | 18                           | 187                          | 86                           | +101                         | 220    | 1.930  | CAF           |
| 40  | Cộng hòa Ireland · Ireland · Nhà nước Tự do Ireland             | 21                  | 3                   | 3                         | 149                          | 58                           | 46                           | 45                           | 210                          | 177                          | +33                          | 220    | 1.477  | UEFA          |
| 41  | Hungary                                                         | 19                  | 8                   | 9                         | 132                          | 63                           | 28                           | 41                           | 235                          | 176                          | +59                          | 217    | 1.644  | UEFA          |
| 42  | Maroc                                                           | 16                  | 6                   | 6                         | 120                          | 59                           | 39                           | 22                           | 177                          | 83                           | +94                          | 216    | 1.800  | CAF           |
| 43  | Bulgaria                                                        | 20                  | 7                   | 7                         | 137                          | 62                           | 29                           | 46                           | 215                          | 191                          | +24                          | 215    | 1.569  | UEFA          |
| 44  | Ecuador                                                         | 17                  | 4                   | 4                         | 167                          | 57                           | 40                           | 70                           | 201                          | 224                          | −23                          | 208    | 1.246  | CONMEBOL      |
| 45  | Hy Lạp                                                          | 20                  | 3                   | 3                         | 136                          | 56                           | 33                           | 47                           | 167                          | 179                          | −12                          | 201    | 1.478  | UEFA          |
| 46  | Iraq                                                            | 13                  | 1                   | 1                         | 121                          | 56                           | 32                           | 33                           | 227                          | 120                          | +107                         | 200    | 1.653  | AFC           |
| 47  | Qatar                                                           | 13                  | 0                   | 1                         | 122                          | 59                           | 23                           | 40                           | 210                          | 123                          | +87                          | 200    | 1.639  | AFC           |
| 48  | Trinidad và Tobago                                              | 15                  | 1                   | 1                         | 141                          | 57                           | 29                           | 55                           | 207                          | 184                          | +23                          | 200    | 1.418  | CONCACAF      |
| 49  | Ai Cập                                                          | 16                  | 3                   | 3                         | 103                          | 59                           | 21                           | 23                           | 184                          | 94                           | +90                          | 198    | 1.922  | CAF           |
| 50  | Cameroon                                                        | 15                  | 8                   | 8                         | 97                           | 58                           | 23                           | 16                           | 162                          | 72                           | +90                          | 197    | 2.031  | CAF           |
| 51  | Perú                                                            | 18                  | 4                   | 5                         | 174                          | 50                           | 43                           | 81                           | 184                          | 241                          | −57                          | 193    | 1.109  | CONMEBOL      |
| 52  | New Zealand                                                     | 14                  | 2                   | 2                         | 102                          | 58                           | 18                           | 26                           | 239                          | 101                          | +138                         | 192    | 1.882  | OFC           |
| 53  | Guatemala                                                       | 16                  | 0                   | 0                         | 126                          | 52                           | 32                           | 42                           | 208                          | 150                          | +58                          | 188    | 1.492  | CONCACAF      |
| 54  | Thổ Nhĩ Kỳ                                                      | 18                  | 3                   | 2                         | 139                          | 53                           | 27                           | 59                           | 204                          | 206                          | −2                           | 186    | 1.338  | UEFA          |
| 55  | Uzbekistan                                                      | 8                   | 0                   | 0                         | 104                          | 55                           | 20                           | 29                           | 200                          | 107                          | +93                          | 185    | 1.779  | AFC           |
| 56  | UAE                                                             | 11                  | 1                   | 1                         | 118                          | 53                           | 23                           | 42                           | 200                          | 127                          | +73                          | 182    | 1.542  | AFC           |
| 57  | Na Uy                                                           | 19                  | 3                   | 3                         | 136                          | 49                           | 33                           | 54                           | 185                          | 186                          | −1                           | 180    | 1.324  | UEFA          |
| 58  | Kuwait                                                          | 14                  | 1                   | 1                         | 103                          | 53                           | 16                           | 34                           | 183                          | 100                          | +83                          | 175    | 1.699  | AFC           |
| 59  | Bắc Ireland · Ireland                                           | 19                  | 3                   | 3                         | 142                          | 45                           | 39                           | 58                           | 155                          | 168                          | −13                          | 174    | 1.225  | UEFA          |
| 60  | Israel · Palestine, Ủy trị Anh                                  | 21                  | 1                   | 1                         | 132                          | 45                           | 35                           | 52                           | 189                          | 199                          | −10                          | 170    | 1.288  | UEFA          |
| 61  | Bờ Biển Ngà                                                     | 13                  | 3                   | 3                         | 86                           | 47                           | 26                           | 13                           | 165                          | 70                           | +95                          | 167    | 1.942  | CAF           |
| 62  | Algérie                                                         | 15                  | 4                   | 4                         | 99                           | 47                           | 25                           | 27                           | 158                          | 98                           | +60                          | 166    | 1.677  | CAF           |
| 63  | Zambia                                                          | 15                  | 0                   | 0                         | 104                          | 48                           | 21                           | 35                           | 158                          | 101                          | +57                          | 165    | 1.587  | CAF           |
| 64  | Bolivia                                                         | 18                  | 1                   | 3                         | 174                          | 44                           | 32                           | 98                           | 204                          | 340                          | −136                         | 164    | 0.943  | CONMEBOL      |
| 65  | Ghana                                                           | 15                  | 4                   | 4                         | 93                           | 45                           | 25                           | 23                           | 141                          | 71                           | +70                          | 160    | 1.720  | CAF           |
| 66  | Syria                                                           | 16                  | 0                   | 0                         | 104                          | 45                           | 23                           | 36                           | 206                          | 125                          | +81                          | 158    | 1.519  | AFC           |
| 67  | Wales                                                           | 19                  | 2                   | 2                         | 130                          | 43                           | 29                           | 58                           | 168                          | 180                          | −12                          | 158    | 1.215  | UEFA          |
| 68  | Croatia                                                         | 7                   | 6                   | 6                         | 72                           | 43                           | 20                           | 9                            | 129                          | 51                           | +78                          | 149    | 2.069  | UEFA          |
| 69  | Jamaica                                                         | 12                  | 1                   | 1                         | 118                          | 39                           | 32                           | 47                           | 127                          | 154                          | −27                          | 149    | 1.263  | CONCACAF      |
| 70  | Haiti                                                           | 15                  | 1                   | 1                         | 95                           | 42                           | 17                           | 36                           | 165                          | 124                          | +41                          | 143    | 1.505  | CONCACAF      |
| 71  | Ukraina                                                         | 7                   | 1                   | 1                         | 80                           | 38                           | 28                           | 14                           | 122                          | 62                           | +60                          | 142    | 1.775  | UEFA          |
| 72  | Oman                                                            | 10                  | 0                   | 0                         | 90                           | 40                           | 21                           | 29                           | 145                          | 87                           | +58                          | 141    | 1.567  | AFC           |
| 73  | CHDC Congo · Zaire                                              | 12                  | 1                   | 1                         | 86                           | 40                           | 20                           | 26                           | 141                          | 93                           | +48                          | 140    | 1.628  | CAF           |
| 74  | Panama                                                          | 12                  | 1                   | 1                         | 114                          | 38                           | 26                           | 50                           | 142                          | 178                          | −36                          | 140    | 1.228  | CONCACAF      |
| 75  | CHDCND Triều Tiên                                               | 11                  | 2                   | 2                         | 85                           | 40                           | 19                           | 26                           | 122                          | 79                           | +43                          | 139    | 1.635  | AFC           |
| 76  | Bahrain                                                         | 12                  | 0                   | 0                         | 98                           | 36                           | 28                           | 34                           | 122                          | 100                          | +22                          | 136    | 1.388  | AFC           |
| 77  | Phần Lan                                                        | 20                  | 0                   | 0                         | 137                          | 35                           | 25                           | 77                           | 144                          | 297                          | −153                         | 130    | 0.949  | UEFA          |
| 78  | Sénégal                                                         | 14                  | 3                   | 3                         | 73                           | 33                           | 24                           | 16                           | 110                          | 61                           | +49                          | 123    | 1.685  | CAF           |
| 79  | Guinée                                                          | 14                  | 0                   | 0                         | 83                           | 36                           | 14                           | 33                           | 121                          | 110                          | +11                          | 122    | 1.470  | CAF           |
| 80  | Venezuela                                                       | 15                  | 0                   | 0                         | 164                          | 30                           | 29                           | 105                          | 140                          | 351                          | −211                         | 119    | 0.726  | CONMEBOL      |
| 81  | Jordan                                                          | 11                  | 0                   | 0                         | 80                           | 32                           | 17                           | 31                           | 119                          | 98                           | +21                          | 113    | 1.413  | AFC           |
| 82  | Iceland                                                         | 14                  | 1                   | 1                         | 116                          | 30                           | 22                           | 64                           | 128                          | 233                          | −105                         | 112    | 0.966  | UEFA          |
| 83  | Nam Phi                                                         | 9                   | 2                   | 3                         | 58                           | 33                           | 9                            | 16                           | 74                           | 50                           | +24                          | 108    | 1.862  | CAF           |
| 84  | Angola                                                          | 11                  | 1                   | 1                         | 71                           | 27                           | 26                           | 18                           | 88                           | 66                           | +22                          | 107    | 1.507  | CAF           |
| 85  | Burkina Faso · Thượng Volta                                     | 10                  | 0                   | 0                         | 68                           | 30                           | 14                           | 24                           | 103                          | 83                           | +20                          | 104    | 1.529  | CAF           |
| 86  | Slovenia                                                        | 7                   | 2                   | 2                         | 72                           | 29                           | 17                           | 26                           | 94                           | 80                           | +14                          | 104    | 1.444  | UEFA          |
| 87  | Thái Lan                                                        | 14                  | 0                   | 0                         | 99                           | 27                           | 21                           | 51                           | 129                          | 168                          | −39                          | 102    | 1.030  | AFC           |
| 88  | Bosna và Hercegovina                                            | 7                   | 1                   | 1                         | 66                           | 29                           | 14                           | 23                           | 121                          | 81                           | +40                          | 101    | 1.530  | UEFA          |
| 89  | Kenya                                                           | 14                  | 0                   | 0                         | 76                           | 25                           | 19                           | 32                           | 87                           | 102                          | −15                          | 94     | 1.237  | CAF           |
| 90  | Hồng Kông                                                       | 14                  | 0                   | 0                         | 85                           | 25                           | 17                           | 43                           | 101                          | 149                          | −48                          | 92     | 1.082  | AFC           |
| 91  | Togo                                                            | 12                  | 1                   | 1                         | 73                           | 24                           | 19                           | 30                           | 77                           | 94                           | −17                          | 91     | 1.247  | CAF           |
| 92  | Liban                                                           | 9                   | 0                   | 0                         | 74                           | 23                           | 20                           | 31                           | 104                          | 99                           | +5                           | 89     | 1.203  | AFC           |
| 93  | Malaysia                                                        | 14                  | 0                   | 0                         | 71                           | 25                           | 13                           | 33                           | 100                          | 127                          | −27                          | 88     | 1.239  | AFC           |
| 94  | Libya                                                           | 12                  | 0                   | 0                         | 64                           | 24                           | 15                           | 25                           | 69                           | 70                           | −1                           | 87     | 1.359  | CAF           |
| 95  | Gabon                                                           | 10                  | 0                   | 0                         | 65                           | 25                           | 12                           | 28                           | 68                           | 75                           | −7                           | 87     | 1.338  | CAF           |
| 96  | Cuba                                                            | 13                  | 0                   | 1                         | 72                           | 22                           | 20                           | 30                           | 92                           | 105                          | −13                          | 86     | 1.194  | CONCACAF      |
| 97  | Zimbabwe · Rhodesia                                             | 12                  | 0                   | 0                         | 71                           | 22                           | 20                           | 29                           | 68                           | 85                           | −17                          | 86     | 1.211  | CAF           |
| 98  | Albania                                                         | 13                  | 0                   | 0                         | 114                          | 24                           | 14                           | 76                           | 84                           | 200                          | −116                         | 86     | 0.754  | UEFA          |
| 99  | Latvia                                                          | 9                   | 0                   | 0                         | 85                           | 21                           | 18                           | 46                           | 93                           | 144                          | −51                          | 81     | 0.953  | UEFA          |
| 100 | Indonesia · Đông Ấn Hà Lan                                      | 14                  | 0                   | 1                         | 83                           | 21                           | 18                           | 44                           | 106                          | 176                          | −70                          | 81     | 0.976  | AFC           |
| 101 | Suriname · Dutch Guiana                                         | 15                  | 0                   | 0                         | 69                           | 22                           | 14                           | 33                           | 106                          | 115                          | −9                           | 80     | 1.159  | CONCACAF      |
| 102 | Singapore                                                       | 13                  | 0                   | 0                         | 80                           | 23                           | 11                           | 46                           | 85                           | 152                          | −67                          | 80     | 1.000  | AFC           |
| 103 | Cộng hòa Congo                                                  | 11                  | 0                   | 0                         | 69                           | 21                           | 16                           | 32                           | 77                           | 97                           | −20                          | 79     | 1.145  | CAF           |
| 104 | Quần đảo Solomon                                                | 8                   | 0                   | 0                         | 57                           | 23                           | 9                            | 25                           | 118                          | 121                          | −3                           | 78     | 1.368  | OFC           |
| 105 | Bắc Macedonia · Macedonia                                       | 7                   | 0                   | 0                         | 72                           | 20                           | 15                           | 37                           | 95                           | 115                          | −20                          | 75     | 1.042  | UEFA          |
| 106 | Đông Đức                                                        | 9                   | 1                   | 1                         | 47                           | 22                           | 8                            | 17                           | 87                           | 65                           | +22                          | 74     | 1.574  | defunct       |
| 107 | Mali                                                            | 7                   | 0                   | 0                         | 50                           | 20                           | 14                           | 16                           | 65                           | 55                           | +10                          | 74     | 1.480  | CAF           |
| 108 | Fiji                                                            | 10                  | 0                   | 0                         | 56                           | 21                           | 10                           | 25                           | 114                          | 105                          | +9                           | 73     | 1.304  | OFC           |
| 109 | Sudan                                                           | 14                  | 0                   | 0                         | 74                           | 17                           | 22                           | 35                           | 66                           | 115                          | −49                          | 73     | 0.986  | CAF           |
| 110 | Litva                                                           | 10                  | 0                   | 0                         | 81                           | 18                           | 16                           | 47                           | 63                           | 130                          | −67                          | 70     | 0.864  | UEFA          |
| 111 | Malawi                                                          | 12                  | 0                   | 0                         | 68                           | 17                           | 17                           | 34                           | 60                           | 96                           | −36                          | 68     | 1.000  | CAF           |
| 112 | Curaçao · Antille thuộc Hà Lan · Territory of Curaçao           | 17                  | 0                   | 0                         | 66                           | 16                           | 20                           | 30                           | 69                           | 119                          | −50                          | 68     | 1.030  | CONCACAF      |
| 113 | Turkmenistan                                                    | 8                   | 0                   | 0                         | 48                           | 20                           | 6                            | 22                           | 75                           | 75                           | 0                            | 66     | 1.375  | AFC           |
| 114 | Uganda                                                          | 11                  | 0                   | 0                         | 50                           | 18                           | 12                           | 20                           | 46                           | 61                           | −15                          | 66     | 1.320  | CAF           |
| 115 | Liberia                                                         | 11                  | 0                   | 0                         | 68                           | 18                           | 12                           | 38                           | 47                           | 96                           | −49                          | 66     | 0.971  | CAF           |
| 116 | Tajikistan                                                      | 8                   | 0                   | 0                         | 46                           | 18                           | 9                            | 19                           | 84                           | 69                           | +15                          | 63     | 1.370  | AFC           |
| 117 | Estonia                                                         | 10                  | 0                   | 0                         | 84                           | 17                           | 12                           | 55                           | 74                           | 187                          | −113                         | 63     | 0.750  | UEFA          |
| 118 | Síp                                                             | 16                  | 0                   | 0                         | 124                          | 16                           | 15                           | 93                           | 91                           | 320                          | −229                         | 63     | 0.508  | UEFA          |
| 119 | Nouvelle-Calédonie                                              | 5                   | 0                   | 0                         | 38                           | 18                           | 8                            | 12                           | 89                           | 46                           | +43                          | 62     | 1.632  | OFC           |
| 120 | Việt Nam                                                        | 10                  | 0                   | 0                         | 61                           | 18                           | 6                            | 37                           | 66                           | 106                          | −40                          | 60     | 0.984  | AFC           |
| 121 | Tahiti                                                          | 8                   | 0                   | 0                         | 45                           | 17                           | 8                            | 20                           | 67                           | 85                           | −18                          | 59     | 1.311  | OFC           |
| 122 | Yemen · Bắc Yemen                                               | 11                  | 0                   | 0                         | 62                           | 15                           | 14                           | 33                           | 64                           | 101                          | −37                          | 59     | 0.952  | AFC           |
| 123 | Bermuda                                                         | 8                   | 0                   | 0                         | 40                           | 16                           | 10                           | 14                           | 83                           | 58                           | +25                          | 58     | 1.450  | CONCACAF      |
| 124 | Cabo Verde                                                      | 7                   | 0                   | 0                         | 42                           | 17                           | 6                            | 19                           | 44                           | 52                           | −8                           | 57     | 1.357  | CAF           |
| 125 | Bénin · Bản mẫu:Country data DAH                                | 10                  | 0                   | 0                         | 52                           | 16                           | 9                            | 27                           | 52                           | 95                           | −43                          | 57     | 1.096  | CAF           |
| 126 | Armenia                                                         | 7                   | 0                   | 0                         | 72                           | 13                           | 17                           | 42                           | 61                           | 142                          | −81                          | 56     | 0.778  | UEFA          |
| 127 | Belarus                                                         | 7                   | 0                   | 0                         | 66                           | 14                           | 12                           | 40                           | 68                           | 121                          | −53                          | 54     | 0.818  | UEFA          |
| 128 | Kyrgyzstan                                                      | 8                   | 0                   | 0                         | 41                           | 16                           | 5                            | 20                           | 61                           | 65                           | −4                           | 53     | 1.293  | AFC           |
| 129 | Saint Vincent và Grenadines                                     | 8                   | 0                   | 0                         | 62                           | 15                           | 8                            | 39                           | 80                           | 186                          | −106                         | 53     | 0.855  | CONCACAF      |
| 130 | Montenegro                                                      | 4                   | 0                   | 0                         | 40                           | 13                           | 13                           | 14                           | 61                           | 58                           | +3                           | 52     | 1.300  | UEFA          |
| 131 | Madagascar                                                      | 11                  | 0                   | 0                         | 44                           | 14                           | 9                            | 21                           | 52                           | 61                           | −9                           | 51     | 1.159  | CAF           |
| 132 | Antigua và Barbuda                                              | 11                  | 0                   | 0                         | 46                           | 15                           | 6                            | 25                           | 72                           | 98                           | −26                          | 51     | 1.109  | CONCACAF      |
| 133 | Ấn Độ                                                           | 10                  | 0                   | 0                         | 53                           | 12                           | 15                           | 26                           | 50                           | 97                           | −47                          | 51     | 0.962  | AFC           |
| 134 | Saint Kitts và Nevis                                            | 7                   | 0                   | 0                         | 36                           | 14                           | 8                            | 14                           | 72                           | 62                           | +10                          | 50     | 1.389  | CONCACAF      |
| 135 | Gruzia                                                          | 7                   | 0                   | 0                         | 64                           | 11                           | 17                           | 36                           | 57                           | 101                          | −44                          | 50     | 0.781  | UEFA          |
| 136 | Namibia                                                         | 9                   | 0                   | 0                         | 52                           | 13                           | 11                           | 28                           | 48                           | 94                           | −46                          | 50     | 0.962  | CAF           |
| 137 | Kazakhstan                                                      | 7                   | 0                   | 0                         | 68                           | 12                           | 14                           | 42                           | 76                           | 148                          | −72                          | 50     | 0.735  | UEFA          |
| 138 | Ethiopia                                                        | 13                  | 0                   | 0                         | 51                           | 11                           | 15                           | 25                           | 52                           | 76                           | −24                          | 48     | 0.941  | CAF           |
| 139 | Sierra Leone                                                    | 12                  | 0                   | 0                         | 49                           | 12                           | 10                           | 27                           | 41                           | 74                           | −33                          | 46     | 0.939  | CAF           |
| 140 | Mozambique                                                      | 10                  | 0                   | 0                         | 44                           | 12                           | 9                            | 23                           | 38                           | 62                           | −24                          | 45     | 1.023  | CAF           |
| 141 | Palestine                                                       | 7                   | 0                   | 0                         | 36                           | 12                           | 8                            | 16                           | 58                           | 47                           | +11                          | 44     | 1.222  | AFC           |
| 142 | Tanzania                                                        | 11                  | 0                   | 0                         | 43                           | 10                           | 14                           | 19                           | 44                           | 62                           | −18                          | 44     | 1.023  | CAF           |
| 143 | Bangladesh                                                      | 11                  | 0                   | 0                         | 62                           | 11                           | 10                           | 41                           | 41                           | 151                          | −110                         | 43     | 0.694  | AFC           |
| 144 | Cộng hòa Dominica                                               | 9                   | 0                   | 0                         | 33                           | 12                           | 6                            | 15                           | 50                           | 54                           | −4                           | 42     | 1.273  | CONCACAF      |
| 145 | Niger                                                           | 9                   | 0                   | 0                         | 38                           | 12                           | 6                            | 20                           | 42                           | 67                           | −25                          | 42     | 1.105  | CAF           |
| 146 | Vanuatu                                                         | 7                   | 0                   | 0                         | 37                           | 12                           | 3                            | 22                           | 76                           | 89                           | −13                          | 39     | 1.054  | OFC           |
| 147 | Botswana                                                        | 8                   | 0                   | 0                         | 38                           | 11                           | 6                            | 21                           | 36                           | 56                           | −20                          | 39     | 1.026  | CAF           |
| 148 | Barbados                                                        | 9                   | 0                   | 0                         | 41                           | 11                           | 6                            | 24                           | 38                           | 76                           | −38                          | 39     | 0.951  | CONCACAF      |
| 149 | Rwanda                                                          | 8                   | 0                   | 0                         | 46                           | 9                            | 11                           | 26                           | 43                           | 63                           | −20                          | 38     | 0.826  | CAF           |
| 150 | Azerbaijan                                                      | 7                   | 0                   | 0                         | 66                           | 7                            | 15                           | 44                           | 34                           | 122                          | −88                          | 36     | 0.545  | UEFA          |
| 151 | Guinea Xích Đạo                                                 | 7                   | 0                   | 0                         | 30                           | 10                           | 5                            | 15                           | 27                           | 42                           | −15                          | 35     | 1.167  | CAF           |
| 152 | Luxembourg                                                      | 21                  | 0                   | 0                         | 142                          | 8                            | 10                           | 124                          | 77                           | 451                          | −374                         | 34     | 0.239  | UEFA          |
| 153 | Papua New Guinea                                                | 5                   | 0                   | 0                         | 26                           | 9                            | 6                            | 11                           | 48                           | 41                           | +7                           | 33     | 1.269  | OFC           |
| 154 | Quần đảo Faroe                                                  | 8                   | 0                   | 0                         | 80                           | 8                            | 8                            | 64                           | 41                           | 207                          | −166                         | 32     | 0.400  | UEFA          |
| 155 | Maldives                                                        | 8                   | 0                   | 0                         | 42                           | 9                            | 4                            | 29                           | 45                           | 143                          | −98                          | 31     | 0.738  | AFC           |
| 156 | Belize                                                          | 7                   | 0                   | 0                         | 29                           | 8                            | 6                            | 15                           | 37                           | 59                           | −22                          | 30     | 1.034  | CONCACAF      |
| 157 | Guyana                                                          | 11                  | 0                   | 0                         | 38                           | 8                            | 6                            | 24                           | 40                           | 89                           | −49                          | 30     | 0.789  | CONCACAF      |
| 158 | Burundi                                                         | 8                   | 0                   | 0                         | 24                           | 8                            | 5                            | 11                           | 23                           | 32                           | −9                           | 29     | 1.208  | CAF           |
| 159 | Nicaragua                                                       | 8                   | 0                   | 0                         | 25                           | 9                            | 1                            | 15                           | 35                           | 45                           | −10                          | 28     | 1.120  | CONCACAF      |
| 160 | Puerto Rico                                                     | 10                  | 0                   | 0                         | 29                           | 7                            | 7                            | 15                           | 32                           | 57                           | −25                          | 28     | 0.966  | CONCACAF      |
| 161 | Samoa · Samoa                                                   | 6                   | 0                   | 0                         | 26                           | 9                            | 1                            | 16                           | 37                           | 88                           | −51                          | 28     | 1.077  | OFC           |
| 162 | Moldova                                                         | 7                   | 0                   | 0                         | 68                           | 5                            | 13                           | 50                           | 40                           | 145                          | −105                         | 28     | 0.412  | UEFA          |
| 163 | Đài Bắc Trung Hoa · Trung Hoa Dân Quốc                          | 13                  | 0                   | 0                         | 70                           | 8                            | 4                            | 58                           | 46                           | 238                          | −192                         | 28     | 0.400  | AFC           |
| 164 | Grenada                                                         | 8                   | 0                   | 0                         | 29                           | 8                            | 3                            | 18                           | 51                           | 59                           | −8                           | 27     | 0.931  | CONCACAF      |
| 165 | Philippines                                                     | 6                   | 0                   | 0                         | 31                           | 7                            | 6                            | 18                           | 29                           | 71                           | −42                          | 27     | 0.871  | AFC           |
| 166 | Nepal                                                           | 9                   | 0                   | 0                         | 42                           | 7                            | 5                            | 30                           | 29                           | 129                          | −100                         | 26     | 0.619  | AFC           |
| 167 | Gambia                                                          | 10                  | 0                   | 0                         | 28                           | 6                            | 6                            | 16                           | 23                           | 44                           | −21                          | 24     | 0.857  | CAF           |
| 168 | Guiné-Bissau                                                    | 8                   | 0                   | 0                         | 22                           | 5                            | 8                            | 9                            | 18                           | 32                           | −14                          | 23     | 1.045  | CAF           |
| 169 | Saint Lucia                                                     | 7                   | 0                   | 0                         | 24                           | 7                            | 1                            | 16                           | 32                           | 62                           | −30                          | 22     | 0.917  | CONCACAF      |
| 170 | Afghanistan                                                     | 6                   | 0                   | 0                         | 26                           | 6                            | 4                            | 16                           | 18                           | 72                           | −54                          | 22     | 0.846  | AFC           |
| 171 | Tonga                                                           | 6                   | 0                   | 0                         | 22                           | 7                            | 1                            | 14                           | 23                           | 82                           | −59                          | 22     | 1.000  | OFC           |
| 172 | Myanmar                                                         | 5                   | 0                   | 0                         | 26                           | 6                            | 3                            | 17                           | 23                           | 85                           | −62                          | 21     | 0.808  | AFC           |
| 173 | Malta                                                           | 13                  | 0                   | 0                         | 112                          | 3                            | 12                           | 97                           | 42                           | 330                          | −288                         | 21     | 0.188  | UEFA          |
| 174 | Tchad                                                           | 7                   | 0                   | 0                         | 20                           | 6                            | 2                            | 12                           | 17                           | 32                           | −15                          | 20     | 1.000  | CAF           |
| 175 | Mông Cổ                                                         | 7                   | 0                   | 0                         | 26                           | 6                            | 1                            | 19                           | 17                           | 77                           | −60                          | 19     | 0.731  | AFC           |
| 176 | Sri Lanka                                                       | 9                   | 0                   | 0                         | 41                           | 4                            | 7                            | 30                           | 27                           | 103                          | −76                          | 19     | 0.463  | AFC           |
| 177 | Lesotho                                                         | 9                   | 0                   | 0                         | 28                           | 2                            | 12                           | 14                           | 16                           | 53                           | −37                          | 18     | 0.643  | CAF           |
| 178 | Eswatini · Swaziland                                            | 9                   | 0                   | 0                         | 23                           | 4                            | 5                            | 14                           | 16                           | 44                           | −28                          | 17     | 0.739  | CAF           |
| 179 | Dominica                                                        | 7                   | 0                   | 0                         | 24                           | 4                            | 5                            | 15                           | 20                           | 58                           | −38                          | 17     | 0.708  | CONCACAF      |
| 180 | Campuchia                                                       | 7                   | 0                   | 0                         | 38                           | 4                            | 5                            | 29                           | 22                           | 136                          | −114                         | 17     | 0.447  | AFC           |
| 181 | Aruba                                                           | 7                   | 0                   | 0                         | 20                           | 5                            | 1                            | 14                           | 26                           | 61                           | −35                          | 16     | 0.800  | CONCACAF      |
| 182 | Bahamas                                                         | 6                   | 0                   | 0                         | 18                           | 4                            | 4                            | 10                           | 20                           | 58                           | −38                          | 16     | 0.889  | CONCACAF      |
| 183 | Ma Cao                                                          | 11                  | 0                   | 0                         | 39                           | 4                            | 3                            | 32                           | 17                           | 173                          | −156                         | 15     | 0.385  | AFC           |
| 184 | Andorra                                                         | 6                   | 0                   | 0                         | 62                           | 4                            | 3                            | 55                           | 22                           | 186                          | −164                         | 15     | 0.242  | UEFA          |
| 185 | Lào                                                             | 6                   | 0                   | 0                         | 30                           | 3                            | 5                            | 22                           | 24                           | 127                          | −103                         | 14     | 0.467  | AFC           |
| 186 | Liechtenstein                                                   | 7                   | 0                   | 0                         | 70                           | 2                            | 7                            | 61                           | 25                           | 219                          | −194                         | 13     | 0.186  | UEFA          |
| 187 | Mauritanie                                                      | 8                   | 0                   | 0                         | 24                           | 2                            | 6                            | 16                           | 15                           | 44                           | −29                          | 12     | 0.500  | CAF           |
| 188 | Bhutan                                                          | 3                   | 0                   | 0                         | 14                           | 4                            | 0                            | 10                           | 11                           | 62                           | −51                          | 12     | 0.857  | AFC           |
| 189 | Comoros                                                         | 5                   | 0                   | 0                         | 12                           | 2                            | 4                            | 6                            | 10                           | 23                           | −13                          | 10     | 0.833  | CAF           |
| 190 | Quần đảo Cook                                                   | 6                   | 0                   | 0                         | 20                           | 3                            | 1                            | 16                           | 16                           | 63                           | −47                          | 10     | 0.500  | OFC           |
| 191 | Guam                                                            | 4                   | 0                   | 0                         | 22                           | 3                            | 1                            | 18                           | 11                           | 87                           | −76                          | 10     | 0.455  | AFC           |
| 192 | Samoa thuộc Mỹ                                                  | 5                   | 0                   | 0                         | 18                           | 3                            | 1                            | 14                           | 11                           | 136                          | −125                         | 10     | 0.556  | OFC           |
| 193 | Trung Phi                                                       | 5                   | 0                   | 0                         | 18                           | 2                            | 3                            | 13                           | 15                           | 35                           | −20                          | 9      | 0.500  | CAF           |
| 194 | Montserrat                                                      | 6                   | 0                   | 0                         | 13                           | 2                            | 3                            | 8                            | 17                           | 49                           | −32                          | 9      | 0.692  | CONCACAF      |
| 195 | Quần đảo Virgin thuộc Mỹ                                        | 6                   | 0                   | 0                         | 19                           | 3                            | 0                            | 16                           | 8                            | 95                           | −87                          | 9      | 0.474  | CONCACAF      |
| 196 | Djibouti                                                        | 6                   | 0                   | 0                         | 23                           | 2                            | 2                            | 19                           | 12                           | 93                           | −81                          | 8      | 0.348  | CAF           |
| 197 | Pakistan                                                        | 10                  | 0                   | 0                         | 36                           | 1                            | 5                            | 30                           | 15                           | 132                          | −117                         | 8      | 0.222  | AFC           |
| 198 | São Tomé và Príncipe                                            | 6                   | 0                   | 0                         | 12                           | 2                            | 1                            | 9                            | 5                            | 31                           | −26                          | 7      | 0.583  | CAF           |
| 199 | Mauritius                                                       | 9                   | 0                   | 0                         | 22                           | 1                            | 4                            | 17                           | 14                           | 55                           | −41                          | 7      | 0.318  | CAF           |
| 200 | Somalia                                                         | 8                   | 0                   | 0                         | 15                           | 1                            | 3                            | 11                           | 4                            | 33                           | −29                          | 6      | 0.400  | CAF           |
| 201 | Kosovo                                                          | 2                   | 0                   | 0                         | 18                           | 1                            | 3                            | 14                           | 8                            | 39                           | −31                          | 6      | 0.333  | UEFA          |
| 202 | Quần đảo Cayman                                                 | 7                   | 0                   | 0                         | 20                           | 0                            | 6                            | 14                           | 8                            | 53                           | −45                          | 6      | 0.300  | CONCACAF      |
| 203 | Brunei                                                          | 5                   | 0                   | 0                         | 18                           | 2                            | 0                            | 16                           | 5                            | 74                           | −69                          | 6      | 0.333  | AFC           |
| 204 | Saar                                                            | 1                   | 0                   | 0                         | 4                            | 1                            | 1                            | 2                            | 4                            | 8                            | −4                           | 4      | 1.000  | defunct       |
| 205 | Nam Sudan                                                       | 3                   | 0                   | 0                         | 6                            | 0                            | 3                            | 3                            | 2                            | 11                           | −9                           | 3      | 0.500  | CAF           |
| 206 | Eritrea                                                         | 5                   | 0                   | 0                         | 10                           | 0                            | 3                            | 7                            | 4                            | 20                           | −16                          | 3      | 0.300  | CAF           |
| 207 | Quần đảo Virgin thuộc Anh                                       | 6                   | 0                   | 0                         | 14                           | 0                            | 3                            | 11                           | 7                            | 53                           | −46                          | 3      | 0.214  | CONCACAF      |
| 208 | Quần đảo Turks và Caicos                                        | 6                   | 0                   | 0                         | 13                           | 1                            | 0                            | 12                           | 6                            | 68                           | −62                          | 3      | 0.231  | CONCACAF      |
| 209 | Seychelles                                                      | 7                   | 0                   | 0                         | 18                           | 0                            | 2                            | 16                           | 6                            | 60                           | −54                          | 2      | 0.111  | CAF           |
| 210 | San Marino                                                      | 8                   | 0                   | 0                         | 76                           | 0                            | 2                            | 74                           | 12                           | 356                          | −344                         | 2      | 0.026  | UEFA          |
| 211 | Nam Yemen                                                       | 1                   | 0                   | 0                         | 2                            | 0                            | 1                            | 1                            | 4                            | 7                            | −3                           | 1      | 0.500  | defunct       |
| 212 | Tuvalu                                                          | 1                   | 0                   | 0                         | 4                            | 0                            | 1                            | 3                            | 2                            | 22                           | −20                          | 1      | 0.250  | OFC           |
| 213 | Anguilla                                                        | 6                   | 0                   | 0                         | 14                           | 0                            | 1                            | 13                           | 2                            | 64                           | −62                          | 1      | 0.071  | CONCACAF      |
| 214 | Đông Timor                                                      | 5                   | 0                   | 0                         | 18                           | 0                            | 0                            | 18                           | 6                            | 87                           | −81                          | 0      | 0.000  | AFC           |
| 215 | Gibraltar                                                       | 2                   | 0                   | 0                         | 20                           | 0                            | 0                            | 20                           | 7                            | 90                           | −83                          | 0      | 0.000  | UEFA          |